# 루이즈 부르구앵
아리안 루이즈 부르구앵(프랑스어: Ariane Louise Bourgoin, 1981년 11월 28일 ~ )은 프랑스의 배우, 모델, 사회자이다.

## 출연 작품
- 언더 더 세임 루프 (2017)
- 백인의 기사 (2015)
- 아이 엠 어 솔저 (2015)
- 모하비 (2015)
- 두 의사와 아가씨 (2013)
- 고잉 어웨이 (2013, Un beau dimanche)
- 러브 펀치 (2013)
- 베일을 쓴 소녀 (2013)
- 사랑의 유효기간은 3년 (2011)
- 해피 이벤트 (2011)
- 블랙 헤븐 (2010)
- 블랑섹의 기이한 모험 (2010)
- 꼬마 니콜라 (2009)
- 모나코 여인 (2008)